# Windows 11移除的功能
Windows 11是Windows NT操作系统的主要版本，也是Windows 10的续作。与之前相比，Windows 11的某些功能已被移除。

## 已移除的功能（RTM）

### Windows shell
- Cortana不会包含在OOBE开箱体验或固定在任务栏中。 [1] [2] [3]
- 新闻和兴趣将被删除并由Widget小部件取代。 [1] [4]
- 锁定屏幕中的快速状态和其他设置将被删除。
- 平板电脑模式将被删除。 [1] [5]
- 任务视图中的时间线功能将被删除。 [1]
- 触摸键盘将不再停靠在大于18英寸的屏幕上。 [1]
- 用户无法再使用Microsoft 帐户在设备之间同步桌面壁纸。 [1]
- 钱包将被删除。 [1]

### 开始屏幕
“开始”菜单中的某些功能将被删除并替换为其他功能。
- 将不再支持文件夹和应用程序组。 [6]（已于22H2版本重新加入）[7][8][9][10]
- 活动磁贴被移除并替换为与“开始”菜单分开的小部件。 [6] [11] [12]
- 从Windows 10升级时，不会迁移被固定的应用程序。 [6]

### 任务栏
Windows 11任务栏删除了几个功能：
- 人脉将被删除。 [13]
- 系统托盘中的某些图标可能不再出现。 [13]
- 任务栏將僅允許設置於屏幕底部，用户无法移动。 [13]
- 应用程序将无法修改任务栏区域。 [13]

### 捆绑的软件
- 3D Viewer、OneNote for Windows 10、以及Paint 3D将不会被默认安装。[14][15]
- Skype将不会被默认安装，而以Microsoft Teams取代。[14][16][15]
- Internet Explorer将不再可用并以“IE模式”出现在Microsoft Edge中。[17][18]
- 剪取工具和截图和草图将会被全新设计的截图工具代替。[14][16]

### 系统组件
32位的IA-32处理器将不受支持；Windows 11仅支持64位的x86-64或ARM64。

## 后续更新中移除的功能

### 2023 更新（23H2）
- 任务栏上的 Microsoft Teams 聊天图标已被移除。

### 2024 更新（24H2）
- 写字板（WordPad）不再预装，升级后仍会保留。
- WMI 命令行工具（WMIC）不再预装，改为可通过 Windows 设置安装的可选功能。
- 现要求 CPU 必须支持 x86-64-v2 架构（包含 SSE4.2 和 POPCNT 指令集）。
- 对于 ARM 设备，现需 ARMv8.1 及以上版本 CPU，不再提供对 ARMv8.0 的非官方支持。